# Die schwarze Seele
Die schwarze Seele (Originaltitel: Skin of Evil) ist die 23. Episode der ersten Staffel der US-amerikanischen Science-Fiction-Fernsehserie Raumschiff Enterprise – Das nächste Jahrhundert. Sie wurde in den Vereinigten Staaten über Syndication vermarktet und erstmals am 25. April 1988 auf verschiedenen Fernsehsendern ausgestrahlt. In Deutschland war sie zum ersten Mal am 9. März 1991 in einer synchronisierten Fassung im ZDF zu sehen.

## Handlung
Im Jahr 2364 bei Sternzeit 41601.3 durchfliegt die Enterprise den Zed-Lapis-Sektor, um sich mit einem Shuttle zu treffen, mit dem Counselor Troi und der Pilot Ben Prieto von einer Konferenz zurückkehren. Plötzlich verliert Prieto die Kontrolle über das Shuttle, das daraufhin auf den Planeten Vagra II stürzt. Er kann noch einen Notruf absetzen, doch auf der Enterprise finden gerade Wartungsarbeiten am Warpantrieb statt und es dauert eine Weile, bis sie den Planeten erreicht.
Da das Shuttle offenbar verschüttet ist, gelingt es nicht, die Insassen auf die Enterprise zu beamen. Daher beamt ein Außenteam bestehend aus dem ersten Offizier Will Riker, dem zweiten Offizier Data, der Sicherheitschefin Tasha Yar und der Schiffsärztin Beverly Crusher hinunter zur Absturzstelle. Im Shuttle werden schwache Lebenszeichen registriert, doch den Mitgliedern des Außenteams wird der Weg dorthin von einer seltsamen Masse versperrt, die an flüssigen Teer erinnert und ihnen folgt, wenn sie versuchen, sie zu umgehen. Data versucht vergeblich festzustellen, worum es sich bei der Masse handelt. Plötzlich erhebt sich eine humanoide Gestalt aus ihr, die sich selbst als Armus bezeichnet. Armus verlangt zu wissen, warum das Außenteam hier ist, und ist von der Antwort, dass man Leben retten will, wenig beeindruckt. Er will den Weg nicht freigeben und fordert das Außenteam auf, den Planeten zu verlassen. Das will Yar nicht akzeptieren und sie versucht erneut, Armus zu umgehen. Der streckt sie jedoch mit einer Energieentladung zu Boden und sie bleibt reglos liegen. Schockiert stellt Dr. Crusher fest, dass Yar tot ist. Picard lässt das Außenteam sofort auf die Enterprise zurückbeamen, wo Dr. Crusher umgehend Wiederbelebungsmaßnahmen einleitet, die sich aber als wirkungslos erweisen.
Auf dem Planeten umhüllt Armus nun das Shuttle und prahlt gegenüber Troi mit der Tötung von Yar. Sie gibt ihm zu verstehen, dass es ihm nicht gelingen wird, den Willen der Mannschaft zu brechen. Weiterhin spürt sie eine tiefe Leere in seiner Seele. Auf der Enterprise beraten die Führungsoffiziere währenddessen das weitere Vorgehen. Captain Picard ernennt Lieutenant Worf vorläufig zum neuen Sicherheitschef. Riker, Data, Dr. Crusher und Lieutenant La Forge kehren auf den Planeten zurück, wo sich Armus ihnen sogleich wieder zuwendet. Auf der Enterprise ermitteln Worf und Fähnrich Wesley Crusher, dass ein von Armus ausgehendes Energiefeld dafür verantwortlich ist, dass kein Kontakt zum Shuttle hergestellt werden kann. Die Intensität des Felds schwankt allerdings und sie war besonders niedrig, als er das Shuttle umschlossen hatte.
Riker bittet erneut darum, die Abgestürzten sehen zu dürfen, doch Armus erlaubt lediglich eine Unterhaltung per Funk. Anschließend will er üble Scherze mit den Mitgliedern des Außenteams treiben, doch sie gehen nicht darauf ein. Armus verliert das Interesse und widmet sich wieder dem Shuttle. Er enthüllt Troi seine Herkunft: Die Bewohner von Vagra II waren eine „Rasse von Titanen“ und „Kreaturen von großer Schönheit“. Sie entwickelten eine Methode, um all ihre negativen Eigenschaften abzustreifen, und wanderten daraufhin in den Weltraum aus. Aus dem, was sie zurückließen, entstand Armus. Troi drückt ihr Mitgefühl aus, womit Armus nicht gerechnet hat. Er verlässt abrupt das Shuttle, wendet sich wieder dem Außenteam zu und zieht Riker in sich hinein. Er droht, ihn zu töten, wenn die anderen versuchen sollten, ihm zu helfen oder aufs Schiff zurückzukehren.
Picard beschließt, sich nun persönlich mit Armus auseinanderzusetzen. Er mustert ihn und verlangt die Freilassung seiner Leute, weigert sich aber ausdrücklich, irgendetwas zu Armus’ Belustigung zu tun. Der will nun selbst dafür sorgen und zwingt Data, mit seinem Phaser auf die anderen zu zielen. Es gelingt ihm allerdings nicht, die Mitglieder des Außenteams damit zur Verzweiflung zu treiben. Schließlich spuckt er Riker wieder aus und teleportiert Picard zu den Insassen des Shuttles, während die anderen den Planeten verlassen dürfen. Troi informiert Picard über Armus’ Herkunft und der weiß nun, was zu tun ist: Er muss in Armus starke Emotionen auslösen.
Auf der Enterprise registrieren Worf und Wesley Crusher, dass Armus’ Energiefeld weiter an Stärke verloren hat. Wesley programmiert einen automatischen Transport, sobald ein bestimmter Wert unterschritten wird. Armus holt Picard wieder aus dem Shuttle und verlangt, dass er ihn mitnimmt, damit er sich an seinen Erschaffern rächen kann, doch das lehnt Picard ab. Armus droht, ihn und die Insassen des Shuttles zu töten. Picard meint, das mache keinen Unterschied, denn dann wäre er immer noch auf ewig allein auf diesem Planeten gefangen. Diese Worten versetzen Armus derartig in Wut, dass sein Energiefeld weiter an Stärke verliert. Picard, Troi und Prieto werden zurück auf die Enterprise gebeamt.
Um künftige Begegnungen mit Armus zu vermeiden, lässt Picard die Überreste des Shuttles zerstören und erklärt Vagra II zur verbotenen Zone. Anschließend begeben sich die Führungsoffiziere und Wesley Crusher auf das Holodeck, um dort Abschied von Tasha Yar zu nehmen. In einer Aufzeichnung, die sie für den Fall ihres Todes angefertigt hat, richtet sie einige letzte Worte an alle Anwesenden.

## Verbindungen zu anderen Star-Trek-Produktionen
In dieser Folge stirbt mit Tasha Yar erstmals eine Hauptfigur einer Star-Trek-Serie, ohne kurz darauf wieder ins Leben zurückgeholt zu werden.
Einige Elemente aus dieser Folge wurden in späteren Star-Trek-Produktionen wieder aufgegriffen:
- Eine Szene aus Die schwarze Seele wurde in der als Clipshow konzipierten Folge 2.22 (Kraft der Träume) von Raumschiff Enterprise – Das nächste Jahrhundert aus dem Jahr 1989 wiederverwendet.
- Tasha Yars Tod wurde in mehreren späteren Folgen der Serie thematisiert. In Folge 3.15 (Die alte Enterprise) von 1990 reist die Enterprise C 22 Jahre in die Zukunft. Dadurch entsteht eine alternative Zeitlinie, in der Tasha Yar nie gestorben ist. Die Enterprise C trifft dabei auf ihr Nachfolgeschiff, die Enterprise D. Deren Mannschaft versucht, die Enterprise C in ihre eigene Zeit zurückzuschicken, obwohl sie weiß, dass das Schiff dort in einer Schlacht zerstört wird. Als Yar erfährt, dass ihr Tod in der ursprünglichen Zeitlinie sinnlos war, schließt sie sich der Mannschaft der Enterprise C an und reist mit ihr zurück in die Vergangenheit. In Folge 4.06 (Die Rettungsoperation) von 1990 trifft die Mannschaft der Enterprise D auf Tasha Yars Schwester Ishara und informiert sie über die Todesumstände von Tasha. Vier weitere Folgen der Serie bauen auf den Ereignissen aus Die alte Enterprise auf.
- Worf übernimmt in dieser Folge vorübergehend die Aufgaben des Sicherheitschefs der Enterprise. Mit Beginn der zweiten Staffel bekleidet er diesen Posten regulär.
- In der animierten Serie Star Trek: Lower Decks gibt es zahlreiche Anspielungen auf Die schwarze Seele. In Folge 2.06 (Der große, braune Spion) aus dem Jahr 2021 hat Armus (hier gesprochen von Fred Tatasciore) einen kurzen Auftritt.

## Produktion

### Drehbuch
Die Entwicklung des Drehbuchs für diese Folge war geprägt von Denise Crosbys Wunsch, die Serie zu verlassen. Star-Trek-Schöpfer Gene Roddenberry meinte, die stärkste Art und Weise, Tasha Yar aus der Serie zu schreiben, sei es, sie sterben zu lassen. Er bevorzugte dabei einen eher beiläufigen Tod auf einer gefährlichen Mission, der möglichst sinnlos erscheinen sollte, da es dies auch im tatsächlichen Leben gäbe, wo ein Tod selten heldenhaft wirkt. Roddenberry ließ seinen Anwalt Leonard Maizlish sicherstellen, dass Tasha Yars Tod nach seinen Vorstellungen umgesetzt wurde, obwohl die Autoren der Folge eigentlich anderes im Sinn hatten. Während der Produktion kam das Gerücht auf, dass die Idee eigentlich gar nicht von Roddenberry, sondern von Maizlish stammte, der bereits bei früheren Folgen versucht hatte, Drehbücher eigenmächtig zu bearbeiten.
Der Name Armus für die außerirdische Lebensform entstand als Anspielung auf Burton Armus, der als Drehbuchautor und Produzent an der Serie gearbeitet hatte.
Der Arbeitstitel dieser Folge lautete The Shroud (Das Leichentuch) später dann Tour-de-Force. Ursprünglich hätte Tasha Yar später in der Episode sterben sollen, was jedoch abgeändert wurde.

### Darsteller
Die schwarze Seele ist die letzte Folge der Serie, in der Denise Crosby als reguläre Hauptdarstellerin auftritt. Crosby hatte sich entschieden, die Serie zu verlassen, da sie enttäuscht darüber war, wie wenig im Verlauf der ersten Staffel aus ihrer Figur Tasha Yar gemacht wurde. Dies führte zunächst zu einem langen Hin und Her mit Roddenberry vor Drehbeginn dieser Folge. Die einzigen Folgen, in der sie Handlungsspielraum genossen hatte, waren 1.03 und 1.04. Ihren nachdrücklichen Beschwerden gegenüber Roddenberry entgegnete dieser, er wolle – gemäß der Tradition von Raumschiff Enterprise – den Fokus auf die drei Hauptcharaktere richten, welche nun mal Picard, Riker und Data seien. Bei neun Dauerrollen und oft vorgegebenen doppelten Handlungsfäden gäbe es zudem keine Möglichkeit, jedem Darsteller gleichermaßen gerecht zu werden. Crosby gab an, mehrere Rollen abgelehnt zu haben, da ihr Star Trek – trotz der geringen Dynamik ihrer Rolle – keinen Handlungsspielraum mehr gäbe. Roddenberry akzeptierte hierauf ihren Ausstieg und man einigte sich auf ein unwiderrufliches Ende: Den Tod der Rolle. Ein großer Teil der Trekkies war mit dem Tod von Tasha Yar nicht zufrieden. Crosby trat aber später noch mehrmals als Nebendarstellerin auf. Sie verkörperte in Folge 3.15 (Die alte Enterprise) von 1990 Tasha Yar aus einer alternativen Zeitlinie und in der finalen Doppelfolge 6.25–26 (Gestern, heute, morgen) von 1994 spielte sie die ursprüngliche Tasha Yar in einer alternativen Version der Ereignisse aus dem Pilotfilm Der Mächtige / Mission Farpoint. In den Folgen 4.24 (Verräterische Signale), 4.26–5.01 (Der Kampf um das klingonische Reich) und 5.08 (Wiedervereinigung? Teil 2) war Crosby als Yars halbromulanische Tochter Sela zu sehen. Die Hoffnung, ihre durch Star Trek gestiegene Popularität zu nutzen, um als Partnerin von Arnold Schwarzenegger in Total Recall mitzuspielen, erfüllte sich jedoch nicht. Allerdings erhielt sie eine Hauptrolle in Friedhof der Kuscheltiere.
Armus wurde von zwei Schauspielern verkörpert. Mart McChesney fungierte als Kostümträger, während ihm Ron Gans im englischen Original seine Stimme lieh. McChesney spielte später noch einen Sheliak in Folge 3.02 (Die Macht der Paragraphen) von Raumschiff Enterprise – Das nächste Jahrhundert aus dem Jahr 1989.
Walker Boone hat hier seinen einzigen Auftritt als Lieutenant Commander Leland T. Lynch, der Chefingenieur der Enterprise. Im Verlauf der ersten Staffel waren noch drei weitere Chefingenieure zu sehen, bevor Geordi La Forge (LeVar Burton) diesen Posten mit Beginn der zweiten Staffel dauerhaft übernahm.
Brad Zerbst hat hier seinen letzten von drei Auftritten als namenloser Krankenpfleger an Bord der Enterprise.
Wil Wheaton trat in dieser Folge zum letzten Mal in der ersten Staffel auf. Der Tod Tasha Yars war für hartgesottene Star-Trek-Fans Grund genug, sich bei Paramount nachdrücklich zu beschweren, da Yar offenbar viel besser ankam als Denise Crosby es jemals vermutet hatte. Der eher unbeliebte Wesley, dessen kindliche Kommentare in dieser Folge eher aufgesetzt wirkten, gaben Anlass zu einer starken Anti-Wesley-Bewegung, in der man Paramount vorwarf, dass diese Folge doch eher geeignet gewesen wäre, um Wesley aus der Serie zu schreiben. Briefe dieser Art erreichten auch Wheaton, der ohnehin schon anfing, an Depressionen zu leiden, so dass Paramount ihn für den Rest der Staffel freistellte, um ihn nach einer Pause in der nächsten Staffel wieder einzusetzen, ohne die kontinuierliche Präsenz seiner fürsorglichen Mutter vorzusehen, was zu seiner Mannwerdung beitragen sollte.

### Maske und Kostüme
Der Kopf von Armus wurde von Michael Westmore kreiert, sein Kostüm wurde von der Firma Makeup & Effects Laboratories gefertigt. Als Schleim wurde ein Gel aus in Wasser gelöstem Psyllium-Pulver verwendet, das mit Druckertinte eingefärbt wurde.

## Rezeption
Keith DeCandido bewertete Die schwarze Seele 2011 auf tor.com als eine eher schlechte Folge, die deutlich besser hätte sein können. Er machte diese Bewertung vor allem an der Figur des Armus fest, dessen Beschreibung sich zwar faszinierend liest, dessen Darstellung DeCandido aber letztlich völlig misslungen fand. Auch Tasha Yars Tod fand er problematisch, da in der Figur sehr viel Potential steckte, das noch hätte ausgebaut werden können. Gleichwohl fand er im Gegensatz zur Mehrheit des Fandoms ihren Tod in Die schwarze Seele deutlich besser als die Alternativversion in Die alte Enterprise.
Aaron Couch und Graeme McMillan erstellten 2016 anlässlich des 50-jährigen Jubiläums von Star Trek in Zusammenarbeit mit verschiedenen Beteiligten aus dem Franchise für den Hollywood Reporter eine Liste der 100 besten bis dahin ausgestrahlten Folgen. Die schwarze Seele wurde hierbei auf Platz 89 gewählt.
Aaron Couch und Graeme McMillan erstellten 2016 für den Hollywood Reporter eine Liste der 25 besten Folgen von Raumschiff Enterprise – Das nächste Jahrhundert. Die schwarze Seele landete dabei auf Platz 24.
Juliette Harrisson führte Die schwarze Seele 2017 auf der Website Den of Geek in einer Liste der zehn wegweisendsten Folgen von Raumschiff Enterprise – Das nächste Jahrhundert auf Platz 3 und begründete dies mit dem außergewöhnlichen Tod von Tasha Yar. Zur Entstehungszeit der Folge war es noch sehr ungewöhnlich, dass eine Hauptfigur einer Fernsehserie stirbt, und wenn doch, wurde dies zumeist auf eine möglichst dramatische und heroische Weise inszeniert. Tasha stirbt hingegen bereits am Anfang der Folge auf eine fast schon beiläufige Art.
Sven Harvey zählte Die schwarze Seele 2017 auf der Website Den of Geek als eine der 25 besten Folgen der Serie Raumschiff Enterprise – Das nächste Jahrhundert.
Guy Desmarais führte Die schwarze Seele 2018 auf thegamer.com in einer Liste der 25 gruseligsten Star-Trek-Folgen auf Platz 22.
Joseph Walter führte Die schwarze Seele 2019 auf screenrant.com in einer Liste der 10 schlechtesten Folgen von Raumschiff Enterprise – Das nächste Jahrhundert auf Platz 7.
Mike Bloom zählte Die schwarze Seele 2019 auf der Website hollywoodreporter.com als eine der 25 besten Folgen von Raumschiff Enterprise – Das nächste Jahrhundert.
Derek Draven führte Die schwarze Seele 2020 auf screenrant.com in einer Liste der 10 furchteinflößendsten Folgen von Raumschiff Enterprise – Das nächste Jahrhundert auf Platz 9.

## Parodien und Anspielungen
In Folge 7.11 (Nicht alle Hunde kommen in den Himmel) der Zeichentrickserie Family Guy aus dem Jahr 2009 wird Denise Crosby von Stewie Griffin auf die gleiche Weise getötet, wie Tasha Yar in Die schwarze Seele von Armus getötet wurde.
Die Handlung der 2011 gedrehten Porno-Parodie Star Trek: The Next Generation – A XXX Parody baut auf den Folgen Die schwarze Seele und Die alte Enterprise auf.